# Сёберг, Том
Том Сёберг (норв. Tom Seeberg; 17 февраля 1860, Драммен — 27 марта 1938, Драммен) — норвежский стрелок, серебряный призёр летних Олимпийских игр 1900.
На Играх Сёберг участвовал в соревнованиях по стрельбе из винтовки. В стрельбе стоя он занял 13-е место с 275 очками, с колена 21-ю позицию с 272 баллами, и лёжа 16-е место с 301 очками. В стрельбе из трёх позиций, в которой все ранее набранные очки складывались, Сёберг стал 17-м. В командном соревновании его сборная стала второй, получив серебряные медали.